# پاییز (آلبوم)
پاییز (به انگلیسی: The Fall) نام آلبومی از گروه گوریلاز است. این آلبوم در ۲۰ دسامبر ۲۰۱۰ به طور رسمی معرفی و مدتی بعد در ۲۵ دسامبر روی سایت رسمی گروه به طور رایگان برای اعضای ویژه منتشر شد. تمامی آلبوم به وسیلهٔ آی‌پاد دیمن آلبارن و در هنگام تور جهانی فرار به سمت ساحل پلاستیکی ضبط و در انگلستان توسط استفان سدویک میکس شد.

## فهرست ترانه‌ها
همهٔ ترانه‌ها توسط دیمن آلبارن نوشته شده‌است.
| شماره      | نام                                         | Recorded                                          | مدت   |
| ---------- | ------------------------------------------- | ------------------------------------------------- | ----- |
| ۱.         | «Phoner to Arizona»                         | 3 October, Montreal                               | ۴:۱۴  |
| ۲.         | «Revolving Doors»                           | 5 October, Boston                                 | ۳:۲۶  |
| ۳.         | «Hillbilly Man»                             | 10 and 11 October, Camden and Fairfax             | ۳:۵۰  |
| ۴.         | «Detroit»                                   | 13 October, Detroit                               | ۲:۰۳  |
| ۵.         | «Shy-Town»                                  | 15 October, Chicago                               | ۲:۵۴  |
| ۶.         | «Little Pink Plastic Bags»                  | 16 October, Chicago                               | ۳:۰۹  |
| ۷.         | «The Joplin Spider»                         | 18 October, Joplin                                | ۳:۲۲  |
| ۸.         | «The Parish of Space Dust»                  | 19 October, Houston                               | ۲:۲۵  |
| ۹.         | «The Snake in Dallas»                       | 20 October, Dallas                                | ۲:۱۱  |
| ۱۰.        | «Amarillo»                                  | 23 October, Amarillo                              | ۳:۲۴  |
| ۱۱.        | «The Speak It Mountains»                    | 24 October, Denver                                | ۲:۱۴  |
| ۱۲.        | «Aspen Forest»                              | 25 October and 3 November, Santa Fe and Vancouver | ۲:۵۰  |
| ۱۳.        | «Bobby in Phoenix» (featuring Bobby Womack) | 26 October, Phoenix                               | ۳:۱۶  |
| ۱۴.        | «California and the Slipping of the Sun»    | 30 October, Oakland                               | ۳:۲۴  |
| ۱۵.        | «Seattle Yodel»                             | 2 November, Seattle                               | ۰:۳۸  |
| مجموع مدت: | مجموع مدت:                                  | مجموع مدت:                                        | ۴۳:۲۸ |